# Uetersen

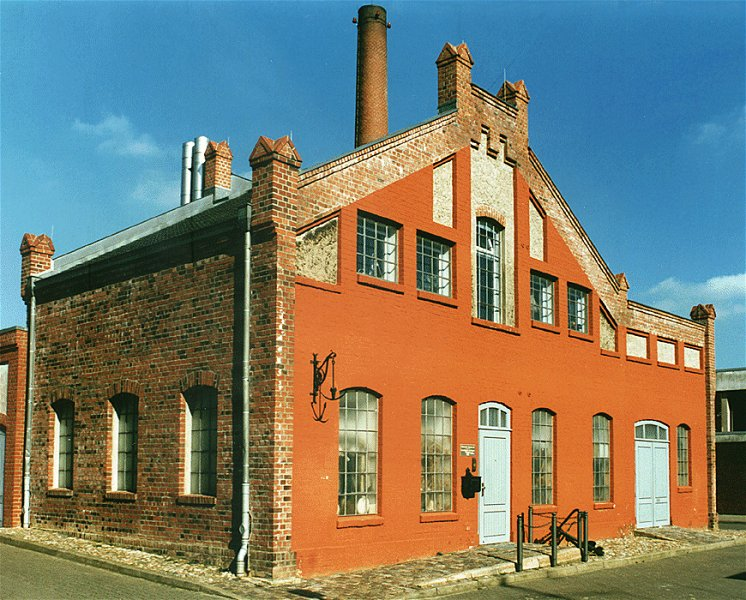
Museum Uetersen

Uetersen és una petita ciutat del nord d'Alemanya, al districte de Pinneberg a l'estat federat de Slesvig-Holstein. Uetersen està ubicada enmig del parc natural "Holstein", uns 30 km al nord-oest d'Hamburg. Segons el cens de 2022 aquesta població tenia 18.344 habitants.

## Ciutats agermanades
- Wittstock, Brandenburg, Alemanya, (1990)